# 1963-as norvég labdarúgó-bajnokság (első osztály)
Az 1963-as 1. divisjon volt a 19. alkalommal megrendezett, legmagasabb szintű labdarúgó-bajnokság Norvégiában.
A címvédő a Brann volt. A szezont újra a Brann csapata nyerte, a bajnokság történetében másodjára.

## Tabella
| Hely. | Csapat            | M  | Gy | D | V  | G+ | G– | Gk  | P  | Továbbjutás vagy kiesés                                  |
| ----- | ----------------- | -- | -- | - | -- | -- | -- | --- | -- | -------------------------------------------------------- |
| 1.    | Brann (B)         | 18 | 10 | 4 | 4  | 46 | 27 | +19 | 24 | A szezon bajnoka                                         |
| 2.    | Lyn               | 18 | 10 | 3 | 5  | 38 | 28 | +10 | 23 | Kvalifikált a Bajnokcsapatok Európa-kupájába             |
| 3.    | Skeid             | 18 | 9  | 2 | 7  | 41 | 26 | +15 | 20 | Kupagyőztes; kvalifikált a Kupagyőztesek Európa-kupájába |
| 4.    | Fredrikstad       | 18 | 7  | 6 | 5  | 32 | 25 | +7  | 20 |                                                          |
| 5.    | Frigg             | 18 | 6  | 6 | 6  | 31 | 40 | −9  | 18 |                                                          |
| 6.    | Sarpsborg (F)     | 18 | 6  | 5 | 7  | 26 | 35 | −9  | 17 |                                                          |
| 7.    | Viking            | 18 | 6  | 5 | 7  | 26 | 37 | −11 | 17 |                                                          |
| 8.    | Vålerengen        | 18 | 7  | 2 | 9  | 44 | 37 | +7  | 16 | Kvalifikált a Vásárvárosok kupájába                      |
| 9.    | Steinkjer (K)     | 18 | 5  | 4 | 9  | 23 | 34 | −11 | 14 | Kiesett a 2. divisjonbe                                  |
| 10.   | Gjøvik-Lyn (F, K) | 18 | 5  | 1 | 12 | 29 | 47 | −18 | 11 | Kiesett a 2. divisjonbe                                  |

## Meccstáblázat
| Hazai \ Vendég | SKB | FFK | FRI | GJØ | LYN | SAR | SKD | SFK | VIK | VIF |
| -------------- | --- | --- | --- | --- | --- | --- | --- | --- | --- | --- |
| Brann          | —   | 1–1 | 8–1 | 3–1 | 0–6 | 7–1 | 2–1 | 3–0 | 2–1 | 3–1 |
| Fredrikstad    | 1–1 | —   | 2–0 | 1–2 | 4–0 | 3–3 | 1–0 | 4–2 | 4–1 | 1–3 |
| Frigg          | 4–3 | 1–1 | —   | 1–0 | 0–3 | 2–2 | 3–3 | 1–1 | 5–1 | 0–7 |
| Gjøvik-Lyn     | 2–0 | 2–2 | 1–4 | —   | 2–3 | 2–1 | 1–4 | 1–2 | 5–1 | 0–7 |
| Lyn            | 1–3 | 2–1 | 2–2 | 1–3 | —   | 2–0 | 2–1 | 3–3 | 0–2 | 5–0 |
| Sarpsborg      | 1–1 | 3–1 | 2–1 | 3–0 | 2–0 | —   | 1–3 | 1–1 | 1–2 | 1–0 |
| Skeid          | 2–1 | 0–1 | 3–0 | 5–2 | 1–1 | 4–2 | —   | 3–2 | 4–1 | 1–3 |
| Steinkjer      | 0–3 | 0–1 | 1–3 | 2–0 | 1–2 | 0–1 | 1–0 | —   | 2–2 | 2–1 |
| Viking         | 1–1 | 2–1 | 0–0 | 3–2 | 2–3 | 1–1 | 1–0 | 1–3 | —   | 2–2 |
| Vålerengen     | 2–4 | 2–2 | 0–3 | 4–3 | 1–2 | 5–0 | 1–6 | 4–0 | 1–2 | —   |

## Statisztikák

### Gólkirály
- Leif Eriksen (Vålerengen) – 16 gól